# État indépendant du Congo
Pour les articles homonymes, voir Congo et EIC.
1885–1908
Entités précédentes :
- Royaume du Kongo
- Association internationale du Congo
- Royaume Yeke

Entités suivantes :
- Congo belge

L'État indépendant du Congo (EIC), dont le territoire correspond à celui de l'actuelle république démocratique du Congo, est un État d'Afrique centrale sur lequel le roi des Belges Léopold II de Belgique exerça une souveraineté de fait de 1885 à 1908. Le Congo était donc officiellement reconnu comme la propriété privée du Roi des Belges et non une colonie du royaume de Belgique. On peut cependant parler d’union personnelle avec la Belgique.
Léopold II commence à nourrir des ambitions colonisatrices à l'égard du Congo en 1877 après avoir, avant même son accession au trône de Belgique en 1865, étudié d'autres possibilités, dont la Chine, le Japon, Bornéo, Fidji, le Haut-Nil.
Il est assuré d'une reconnaissance par les autres puissances européennes de ses droits sur le territoire en 1885, à l'issue de la conférence de Berlin.
Les richesses abondantes (caoutchouc, ivoire, mines, etc.) du Congo incitent la couronne et les compagnies concessionnaires à entreprendre l'exploitation brutale de sa population. Le développement du territoire (voies ferrées, bateaux, exploitation commerciale, agricole et minière, fondation de villes, dont Léopoldville, lutte contre les maladies, organisation d'une Force publique, de dispensaires, d'écoles, de centres de développement, fin de la domination de l'est du Congo par des esclavagistes arabisés) est basé sur des formes de dominations violentes (confiscation de terres, irrespect des coutumes, application d'un régime de travail forcé, introduction de maladies, etc).
À partir de 1900, les Britanniques diffusent des informations concernant les conditions de travail dans l'État et déclenchent une vague d'indignation et de protestation, en Belgique où le roi n'est pas très populaire, au Royaume-Uni, puis aux États-Unis et dans quelques pays européens. Une commission d'enquête est nommée et conduit au changement de statut de cet État.
En 1908, un an avant la mort du roi, la pression de l'opinion publique et les manœuvres diplomatiques conduisent à la fin de la souveraineté de Léopold II sur le territoire et à l'annexion du Congo par la Belgique en tant que colonie, désormais connue sous le nom de Congo belge.

## Histoire

### Genèse de l'État indépendant du Congo
Léopold II parvient à faire reconnaître la souveraineté de l'Association internationale du Congo (A.I.C.) sur le pays essentiellement pour trois raisons :

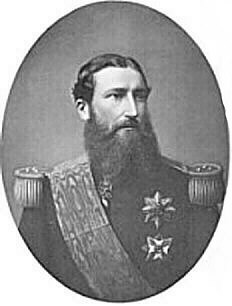
, roi des Belges et souverain de fait de l’État indépendant du Congo de 1885 à 1908.

- il promet d'en faire un État sans douane (tant les gouvernements français que britanniques imposent alors d'importants droits de douane à l'entrée et à la sortie sur les territoires de leurs colonies) ;
- il octroie à la France, en 1884, un droit de préférence sur les territoires du futur État indépendant du Congo, ce qui signifie qu'en cas de disparition ou de dissolution de cet État, la souveraineté sur ces territoires serait proposée en premier lieu à la France ;
- tant le Royaume-Uni que la France – et dans une moindre mesure, l'Allemagne – préférèrent confier les territoires du Congo à une petite nation neutre qu'à leur concurrent dans l'impérialisme.

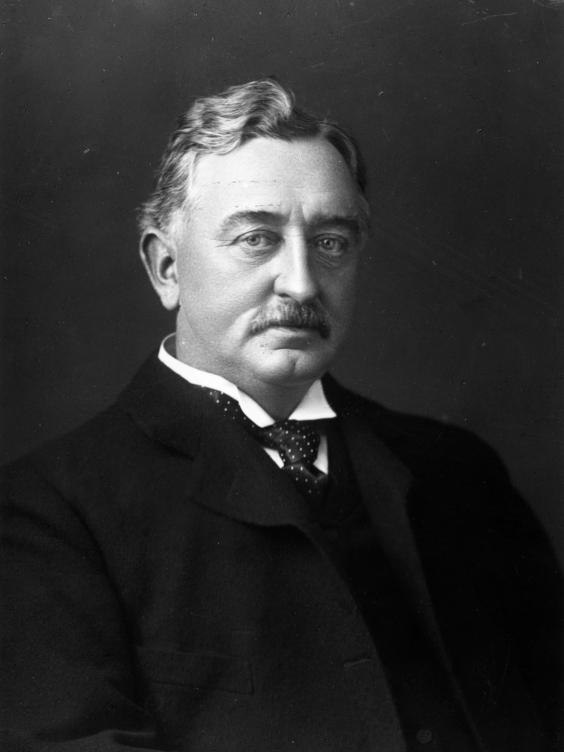
Le Britannique Cecil Rhodes.

Le regain d'intérêt pour les richesses générées par le territoire limiteront néanmoins la superficie du territoire escompté. Les Français réclament la rive nord du fleuve – l'actuelle république du Congo – et les Britanniques, et principalement Cecil Rhodes, tentent de s'approprier la riche région du Katanga. Léopold II peut finalement espérer obtenir un territoire se confondant pratiquement avec la cuvette centrale du bassin du Congo, dont l'avenir économique reste incertain.
L'expansion française met le Royaume-Uni mal à l'aise, car ce dernier a une prétention sur le Congo qui date de l'expédition du lieutenant Cameron en 1873 : cette expédition, partie de Zanzibar, ramenait le corps de Livingstone. Le Royaume-Uni, cependant, ne souhaite pas prendre possession d'une grande colonie supposée peu productive. Lorsque les investissements dans l'État Indépendant se révélèrent rentables, certains en Angleterre s'efforcèrent de remettre en cause l'autorité du roi Léopold. Le Portugal a une revendication dont les bases sont plus anciennes, puisqu'elles datent des voyages de Diogo Cão à l'embouchure du Congo en 1482. Après avoir été oubliée pendant des siècles, cette revendication réapparaît. Les Portugais cherchent d'abord un soutien français, mais les Britanniques proposent le leur, en échange d'une promesse de "libre commerce" sur le fleuve. L'Allemagne de Bismarck a de nouvelles possessions en développement dans le Sud-Ouest africain, et n'a pas d'ambition pour le Congo, mais elle est ravie de voir ses rivaux britannique et français se disputer ainsi l'Afrique centrale.
Léopold II entame une campagne d'information au Royaume-Uni, épinglant les rapports relatifs à l'esclavagisme dans les colonies portugaises, et laisse sous-entendre aux grandes compagnies commerciales britanniques qu'il pourrait laisser au Royaume-Uni un statut plus avantageux que celui promis par les Portugais pour le commerce dans le territoire. Dans le même temps, Léopold II promet à Bismarck qu'il ne donnera à aucune nation étrangère de faveur particulière sur le territoire du Congo, et que les Allemands pourront l'exploiter comme tous les autres. Léopold garantit par ailleurs à la France que, s'il n'est pas en mesure de subvenir seul aux moyens nécessaires pour exploiter le territoire – ce qui semble à l'époque être le cas –, ce dernier lui reviendra en priorité. Finalement, il demande l'aide des États-Unis et envoie au président Arthur des copies des traités conclus par l'explorateur britannique Stanley avec les chefs de tribus locales ; il déclare que, dans le cadre de son action humanitaire, l'A.I.C. administrera le Congo pour apporter les bienfaits de la civilisation aux populations indigènes.

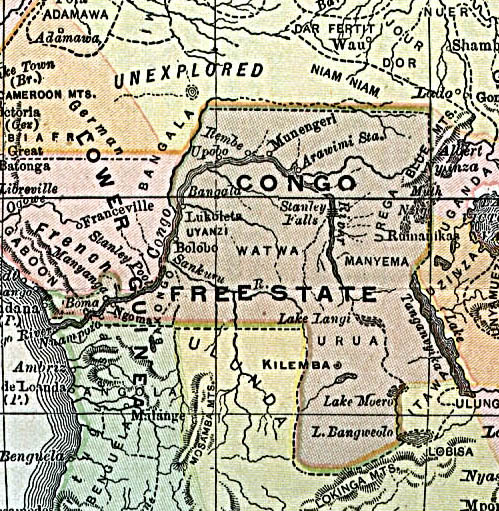
L'État indépendant du Congo.

En novembre 1884, Bismarck convoque la conférence de Berlin : une conférence qui réunit quatorze États et a pour but de trouver un accord à l'amiable pour le partage de l'Afrique centrale. Après trois mois de négociations, Léopold finit par obtenir satisfaction. La France reçoit 666 000 km2 sur la rive nord du fleuve – les actuelles république du Congo et République centrafricaine –, le Portugal 909 000 km2 au sud – l'actuel Angola –, et Léopold II obtient, au nom de l'A.I.C., les 2 344 000 km2 qui constitueront l'État indépendant du Congo. Cette dernière appellation n'était d'ailleurs pas encore utilisée au moment de la conférence de Berlin et ne sera employée qu'à partir du 1er août 1885.
À l'issue de la conférence de Berlin, Strauch, le président de l'Association internationale du Congo, déclare à Bismarck : « La conférence, à laquelle j'ai le devoir de rendre hommage, voudra bien, j'ose l'espérer, considérer l'avènement d'un pouvoir qui se donne la mission exclusive d'introduire la civilisation et le commerce au centre de l'Afrique, comme un gage de plus des fruits que doivent produire ses importants travaux. »

### La conquête de

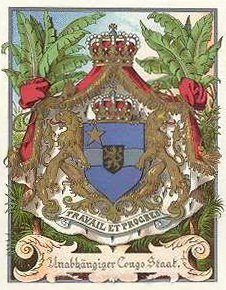
Armes de l'État indépendant du Congo.

### La conquête deLéopoldII

#### Proclamation

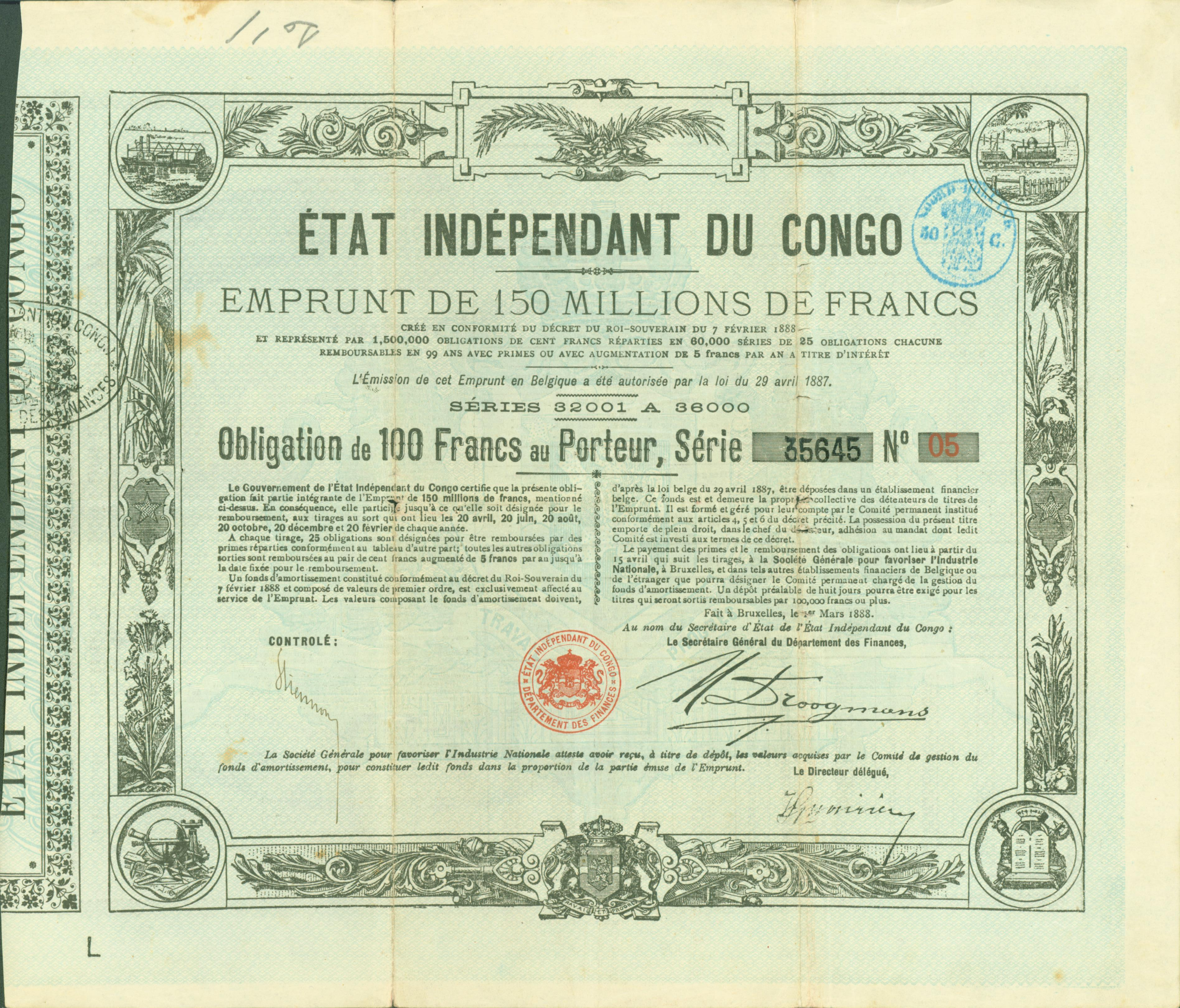
Obligation de l'État Indépendant du Congo en date du 1er mars 1888.

Les chambres législatives belges, par une résolution adoptée à la Chambre des représentants, le 28 avril 1885, et au Sénat le 30 avril, avait autorisé Léopold II à devenir chef d'un autre État : « Sa Majesté Léopold II, Roi des Belges, est autorisé à être le chef de l'État fondé en Afrique par l'Association internationale du Congo. L'union entre la Belgique et le nouvel État sera exclusivement personnelle. », « personnelle » signifiant que, « pour le gouvernement belge, ce que Léopold II fait en Afrique, il le fait en tant que simple particulier. Le gouvernement n'a donc pas à s'en mêler. Et de fait, sauf à quelques rares moments, le Roi ne tiendra même pas ses ministres au courant du développement de son entreprise. » Les Belges voient d'ailleurs d'un mauvais œil les ambitions du roi. Le 30 avril 1885, Léopold II prend le titre de souverain de l'État indépendant du Congo.
C'est un Anglais, Sir Francis de Winton, vice-administrateur général de l'Association internationale du Congo, qui proclamera officiellement sur place, à Vivi, le 1er juillet 1885, la fondation de l'État indépendant du Congo et l'avènement de Léopold II comme souverain de cet État. Le 1er avril 1886, Winton a terminé son mandat et retourne en Angleterre, où il est engagé par la British East African Association. La capitale est plus tard transférée à Boma.
Ainsi que l'écrit l'historien Isidore Ndaywel è Nziem : « Fait unique dans l'histoire, l'État nouveau a été reconnu avant que ses frontières ne soient fixées, que son espace ne soit organisé et surtout, que sa population ne soit informée de ce qui lui arrivait. ». Un cas pas si unique puisqu'il fut la règle lors du partage de l'Afrique par les puissances colonisatrices à partir de cartes approximatives avant de procéder au report des frontières sur le terrain.
Léopold II n'a plus besoin de la façade de l'Association internationale du Congo et la remplace par un cabinet composé de Belges dont la mission est d'assurer la gestion de l'État. Pour l'assister dans ses nouvelles fonctions royales de souverain de l'État indépendant du Congo, Léopold II nomme, dès le mois de mai 1885, un cabinet – entendu comme Gouvernement de l'État indépendant du Congo – constitué de trois administrateurs généraux : Maximilien Strauch au département de l'Intérieur, Hubert Van Neuss au département des Finances et Edmond van Eetvelde au département des Affaires étrangères. Les deux premiers démissionnent de leur fonction en 1890 pour manifester leur profond désaccord avec la nouvelle politique commerciale du roi, et notamment la levée d'impôt sur le caoutchouc et le fait que le produit total des récoltes soit dorénavant réservé au profit de l'État. Van Eetvelde reste en place et endosse les fonctions des deux autres, devenant jusqu'en 1897 monsieur le « Ministre du Congo » pour les parlementaires et la presse de Belgique. Ce cabinet est situé 7, rue Brederode, à Bruxelles.

#### Organisation
En 1888, Léopold constitue la Force publique, à la fois armée, police (gendarmerie) nationale, et surtout milice « extrêmement brutale » écrasant toute révolte et assurant l'exploitation de la population en quasi servage afin d'assurer les quotas de productions. Elle est composée de militaires belges et étrangers, de mercenaires blancs, et de soldats indigènes : enfants soldats, esclaves noirs échappés de la traite pratiquée par des trafiquants arabisés dans le nord-est du Congo, etc. Les troupes sont en uniforme bleu et coiffés d'un fez rouge, équipé de fusils Albini-Braendlin puis Mauser belge. La Force publique s'agrandit progressivement, de 60 officiers, 60 sous-officiers et 3 500 soldats en 1891 à 19 000 hommes en 1910.
Le vaste bassin du Congo est divisé en quatorze districts administratifs dirigé par un commissaire européen, chaque district en plusieurs zones, chaque zone en plusieurs secteurs. Chaque secteur compte plusieurs postes de la Force publique, tenant lieu de poste de police et de base d'opération pour mater les oppositions locales.
Les Africains ne sont armés que de fusils archaïques du XVIIIe siècle, que la pluie rend inutilisables. Pourtant, les Boa, les Budza et les Sanga vont se livrer à une guérilla acharnée, et les Yaka ne seront soumis qu'en 1906. En 1908, la Force publique compte trois cent treize postes militaires qui effectuent souvent des patrouilles, constituées chacune d'une douzaine de soldats noirs et de deux officiers blancs. Les populations congolaises doivent fournir à manger à l'armée.
Trois problèmes importants se font jour dans ces premières années. Tout d'abord, en dehors des huit stations ou comptoirs développés par Stanley, il n'y a que la jungle, qui n'offre pas d'intérêt commercial. Ensuite, Cecil Rhodes, alors Premier ministre de la colonie britannique du Cap (partie de l'actuelle Afrique du Sud) cherche à progresser davantage vers le nord et à occuper le sud du Congo, contrevenant ainsi à la reconnaissance des limites territoriales de l'État indépendant du Congo par le Royaume-Uni. Et finalement, les esclavagistes zanzibarites de Tippo Tip ont établi une présence forte dans l'est et le nord du territoire, ainsi que sur le territoire de l'actuel Ouganda ; Tippo Tip est ainsi à la tête d'un véritable État indépendant (sultanat d'Utetera).
De 1892 à 1894, les relations tendues entre l'État indépendant et les États arabo-swahilis du Maniema dégénèrent en lutte ouverte. La défection du plus efficace auxiliaire congolais des chefs-marchands arabo-swahilis, Ngongo Lutete, passé dans le camp belge avec son armée de Bakusu-Tetela en 1892, marque un tournant décisif dans l'équilibre des forces. Cependant, Ngongo Lutete sera exécuté sommairement l'année suivante par un agent de l'État indépendant, événement qui aura un retentissement durable dans la région. Les razzias d'esclaves par des bandes armées organisées par les États arabo-swahilis prennent fin.
Rapidement, le problème de l'expansionnisme britannique au sud du territoire se pose. Le district éloigné et vulnérable du Katanga sur le Haut-Congo est alors occupé par un puissant chef appelé Msiri, qui a déjà rejeté les offres de Cecil Rhodes. Léopold II ne s'embarrasse pas de négociations : il envoie des expéditions armées pour occuper sa capitale. Msiri se retire dans la forêt. Il est capturé, mais il refuse de se soumettre. Sur ordre de Léopold II, Msiri est assassiné et remplacé par un dirigeant plus docile.

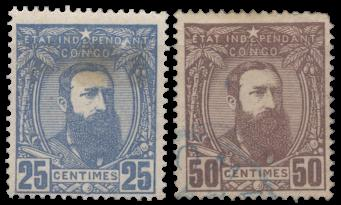
Timbres de l'État indépendant du Congo, portrait de.

#### Les campagnes contre les Arabo-Swahilis
La prise de possession du territoire par l'E.I.C. allait à l'encontre des intérêts des esclavagistes établis dans l'est depuis 1860. Après plusieurs altercations au début des années 1890, la guerre ouverte éclata début 1892 à la suite d'attaques de postes de l'E.I.C. sur la Lomami. Les postes de Lusambo et d'Albertville furent assiégés, mais résistèrent aux différentes attaques. Kasongo en revanche tomba. La contre-attaque de la Force publique menée à partir de novembre par Francis Dhanis contre Sefu bin Hamid permit de prendre Nyangwe en mars et Kasongo en avril 1893. Le siège d'Albertville avait été levé en janvier avec l'aide de renforts venus de l'est. La station des Stanley Falls, attaquée à partir de mai, fut secourue par Louis Napoléon Chaltin, qui venait de prendre Riba Riba.
La confrontation finale intervint dans le Maniema à partir de l'automne 1893. Rumaliza, qui avait assiégé Albertville, coalisa les différents sultans arabo-swahilis vassaux de Tippo Tip contre les troupes de l'E.I.C. La forteresse de Rumaliza est prise le 9 janvier 1894, et la dernière position arabo-swahilie, Kabambare, tombe le 25 janvier. Les troupes défaites fuient vers l'Afrique orientale allemande ou se soumettent.
L'État indépendant du Congo sera également occasionnellement impliqué dans la guerre des Mahdistes, notamment à la suite de l'occupation de l'enclave de Lado.

#### Les révoltes des Batetela
Après la victoire contre les Arabo-Swahilis, le territoire de l'E.I.C. lui était dorénavant entièrement acquis. Mais les voies de communication étaient encore limitées, le pays mal connu, et tenu par de faibles garnisons pour bonne part composées de soldats enrôlés de force. Parmi ces troupes, les Batetela, ethnie originaire des confins du Kasaï et du Maniema étaient en nombre. Ngongo Lutete, un de leurs principaux chefs, avait assiégé Lusambo au début de la guerre contre les Arabo-Swahilis. Rallié un temps aux forces de l'E.I.C., il fut cependant sommairement exécuté en 1893.
Une première révolte des Batetela intervint en juillet 1895 à la garnison de la Force publique de Luluabourg. Elle ne fut définitivement matée qu'en décembre 1896.
Une deuxième révolte Batetela éclata le 14 février 1897 dans la vallée de l'Uele au sein de l'avant-garde de l'expédition du Nil, le jour même où la colonne Chaltin atteignait le fleuve dans l'enclave de Lado. Francis Dhanis, qui commandait la colonne principale de ce qui devait être l'expédition du Nil, ne put maitriser rapidement la situation, lui-même en proie à des défections lors des confrontations. Désormais actifs au Kivu et au Maniema, les mutins ne furent définitivement défaits qu'en décembre 1898.
La dernière révolte Batetela (révolte des Batetela de Shinkakasa) fut plus limitée. Elle éclata le 17 avril 1900 au fort de Shinkakasa. Elle fut matée au bout de trois jours. Elle vit cependant le bombardement de la ville de Boma voisine par les mutins.

### L'administration de l'État indépendant du Congo

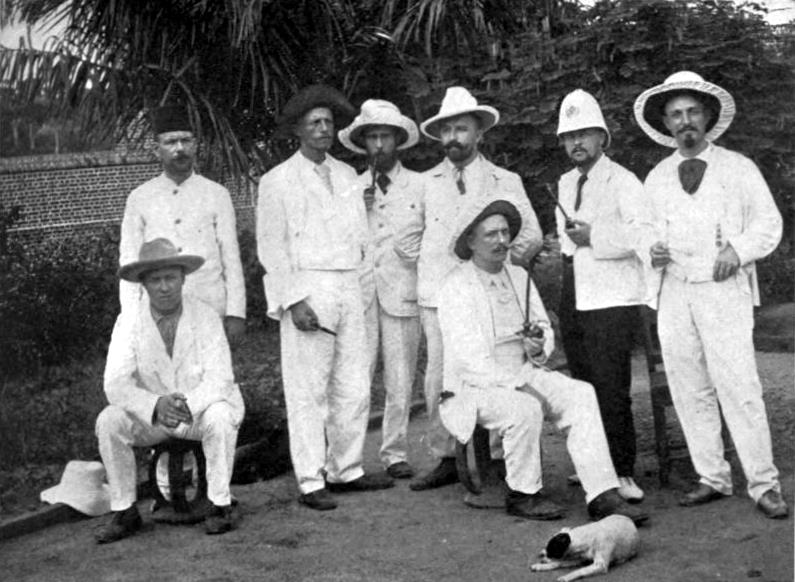
Des fonctionnaires de l'État.

Le décret du 16 janvier 1886 dispose que « Tous les actes du Gouvernement qu'il y a intérêt à rendre publics seront insérés au Bulletin Officiel »,. C'est ainsi que d'un trait de plume, un an presque jour pour jour après la conférence de Berlin, et sans qu'aucune des nations signataires ne s'en émeuve, Léopold II, désormais souverain absolu de l'État indépendant du Congo, s'accordait le droit de légiférer en secret.
Sur les terrains domaniaux, c'est le roi lui-même qui envoyait par poste les ordres aux officiers de la Force publique.
En 1901 le pays compte 2 204 européens dont 1 318 Belges.
En 1908, il y avait moins de 15 000 blancs qui vivaient dans l'État Indépendant du Congo : fonctionnaires et militaires, Belges surtout, Britanniques et Américains, qui travaillaient surtout dans le secteur du bois et du caoutchouc. Le reste des Européens étaient constitués de Français, Néerlandais, Italiens, et Allemands.
La majorité des Européens vivaient à Léopoldville (Kinshasa), et Stanleyville (Kisangani).

#### Les territoires et le commerce

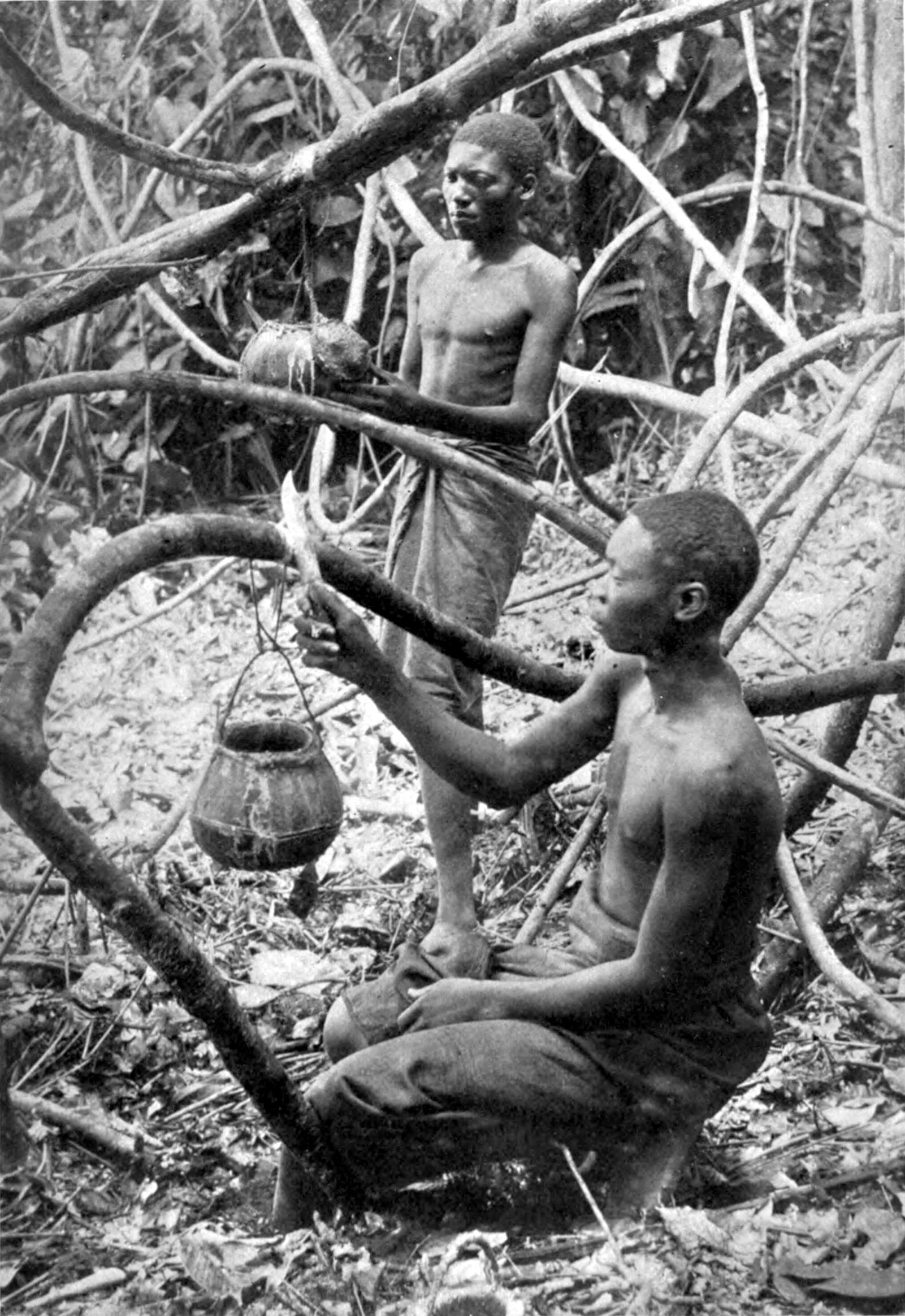
Des ouvriers congolais exploitent du caoutchouc près de Lusambo au Kasaï.

L'article 1 de la conférence de Berlin disposait : « Le commerce de toutes les nations jouira d'une complète liberté », et l'article 5 proclamait solennellement : « Toute Puissance qui exerce ou exercera des droits de souveraineté dans les territoires susvisés ne pourra y concéder ni monopole ni privilège d'aucune espèce en matière commerciale ». La part pour la Belgique du commerce d'importation est en 1893, de 50 % et de 71 % en 1906.
L'article neuf de la conférence de Berlin affirmait : « Conformément aux principes du droit des gens, tels qu'ils sont reconnus par les Puissances signataires, la traite des esclaves étant interdite, et les opérations qui, sur terre ou sur mer, fournissent des esclaves à la traite devant également être considérées comme interdites, les Puissances […] déclarent que ces territoires ne pourront ni servir de marché ni de voie de transit pour la traite des esclaves de quelque race que ce soit ». Le roi Léopold II mit cependant en place un système de travail obligatoire.
Le premier grand changement fut la mise en place du « régime domanial », qui consistait à nationaliser tout territoire qui n'avait pas encore été colonisé. Les terres furent octroyées à l'État et les employés de l'État furent chargés de leur exploitation. Les Africains et les Européens établis en dehors des lieux historiques de colonisation (à l'embouchure du fleuve Congo) se voyaient ainsi dépossédés de jure de leurs propres terres. Il exigea donc qu'un rendement maximal fût tiré de la colonie et la Force publique exploita donc le caoutchouc et l'ivoire grâce aux populations locales.

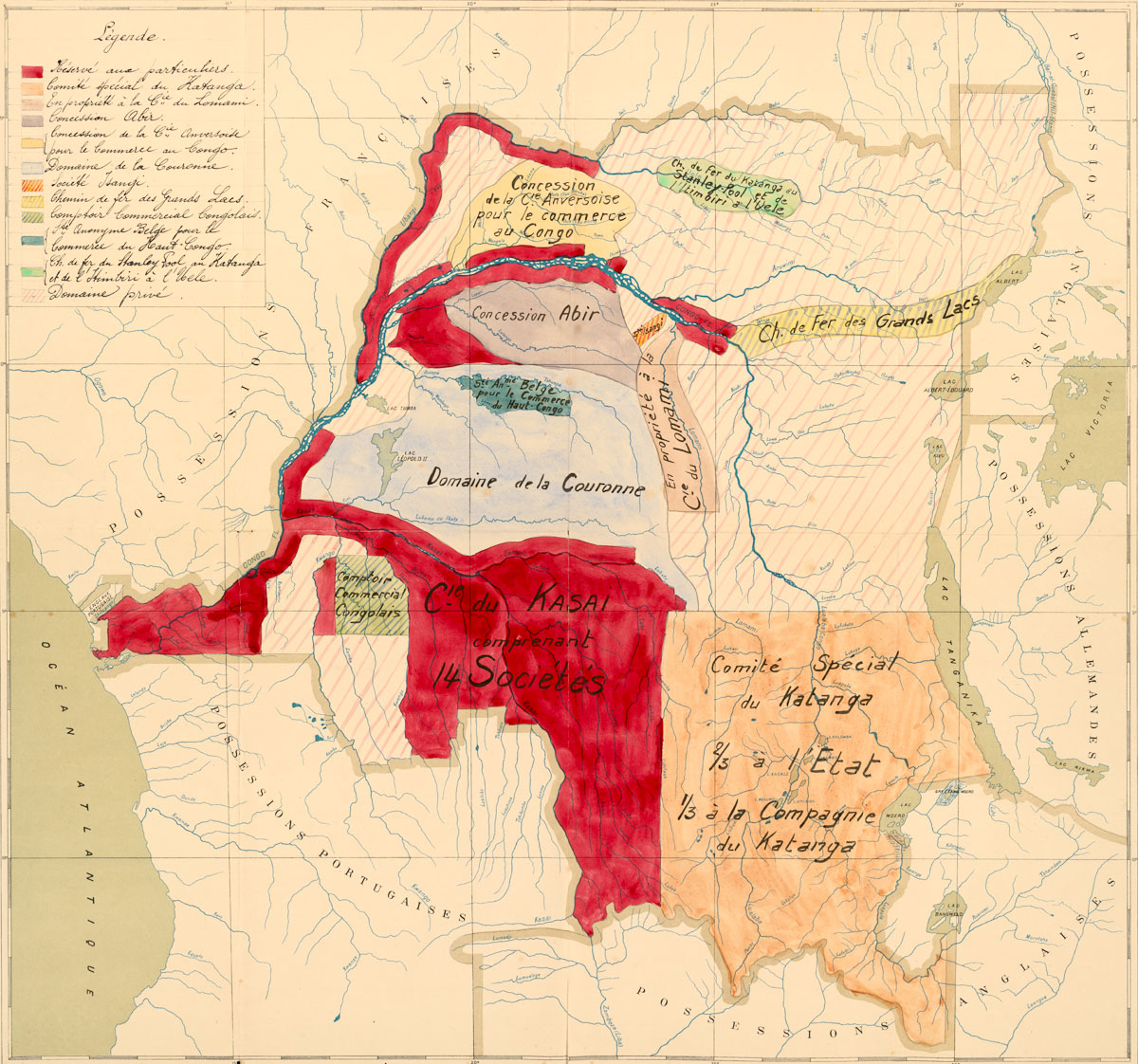
Les différentes concessions au Congo.

Le territoire fut divisé en deux zones économiques : la zone confiée à des entreprises concessionnaires et la zone domaniale, qui était la propriété de l'État indépendant du Congo, et donc de Léopold II.
À partir de 1892, les quatre compagnies concessionnaires, l'ABIR, la Société anversoise, la Compagnie du Kasaï et le Comité spécial du Katanga (1900-1960) exploitèrent le caoutchouc et l'ivoire et versèrent un impôt à Léopold II. Sur cette base, le Congo commença à être économiquement autonome vers 1895, soit dix ans après sa reconnaissance par la communauté internationale.
Sur les territoires où ces ressources étaient trouvables, l'État indépendant du Congo imposait des quotas de production d'ivoire et de caoutchouc, fixait les prix et imposait également la fourniture de vivres au comptoir. Les techniques pour pousser les populations à travailler étaient simples : la Force publique menaçait les chefs coutumiers qui, à leur tour, donnaient l'ordre à leurs sujets d'aller récolter du caoutchouc sauvage dans la forêt. Au bout d'un certain temps, les populations finirent par ne plus obéir à leurs notables, et c'est alors que l'on créa des camps où les femmes et les enfants furent pris en otage ; les hommes pouvaient libérer les membres de leur famille contre de l'ivoire ou du caoutchouc. Les conditions de détention étaient telles que beaucoup mouraient de maladie (diphtérie, tétanos) avant d'être libérés. Une fois libérés, les otages et l'homme deviennent inutiles, voire un obstacle à la production, étant donné qu'ils connaissent la tactique de prise d'otages, et ils doivent donc être tués[réf. nécessaire]. Toute cette exploitation reposant sur l'obéissance aveugle des soldats noirs de la Force publique à leurs officiers blancs et au roi, le principal problème pour Léopold II devient vite les mutineries des soldats noirs. Il y eut trois grandes mutineries en 1895, en 1897 et en 1900.
« À partir de 1890, le marché de l'ivoire à Anvers se mit à concurrencer sérieusement celui de Liverpool où se traitait depuis longtemps l'ivoire asiatique et africain de l'empire colonial britannique. Entre 1884 et 1904, l'E.I.C. parvint à écouler 445 467 défenses pour un poids de 3 660 236 kg au prix moyen de 20 frs-or le kg ».
La Chambre des Représentants de Belgique donne également ces chiffres. Production du caoutchouc :
- en 1887 : 30 tonnes
- en 1890 : 133 tonnes
- en 1892 : 166 tonnes
- en 1893 : 241 tonnes
- en 1894 : 338 tonnes
- en 1895 : 577 tonnes
- en 1896 : 1 317 tonnes
- en 1897 : 1 662 tonnes
- en 1898 : 2 100 tonnes
- en 1899 : 2 100 tonnes
- en 1900 : 4 900 tonnes
- en 1901 : 6 000 tonnes
- en 1902 : 5 400 tonnes
- en 1903 : 5 900 tonnes

Cependant, Jules Marchal affirme qu'en 1903, le port de Liverpool devançait encore nettement celui d'Anvers avec 17 400 tonnes de caoutchouc vendu dans le premier contre 5 726 dans le second.

#### Les officiers

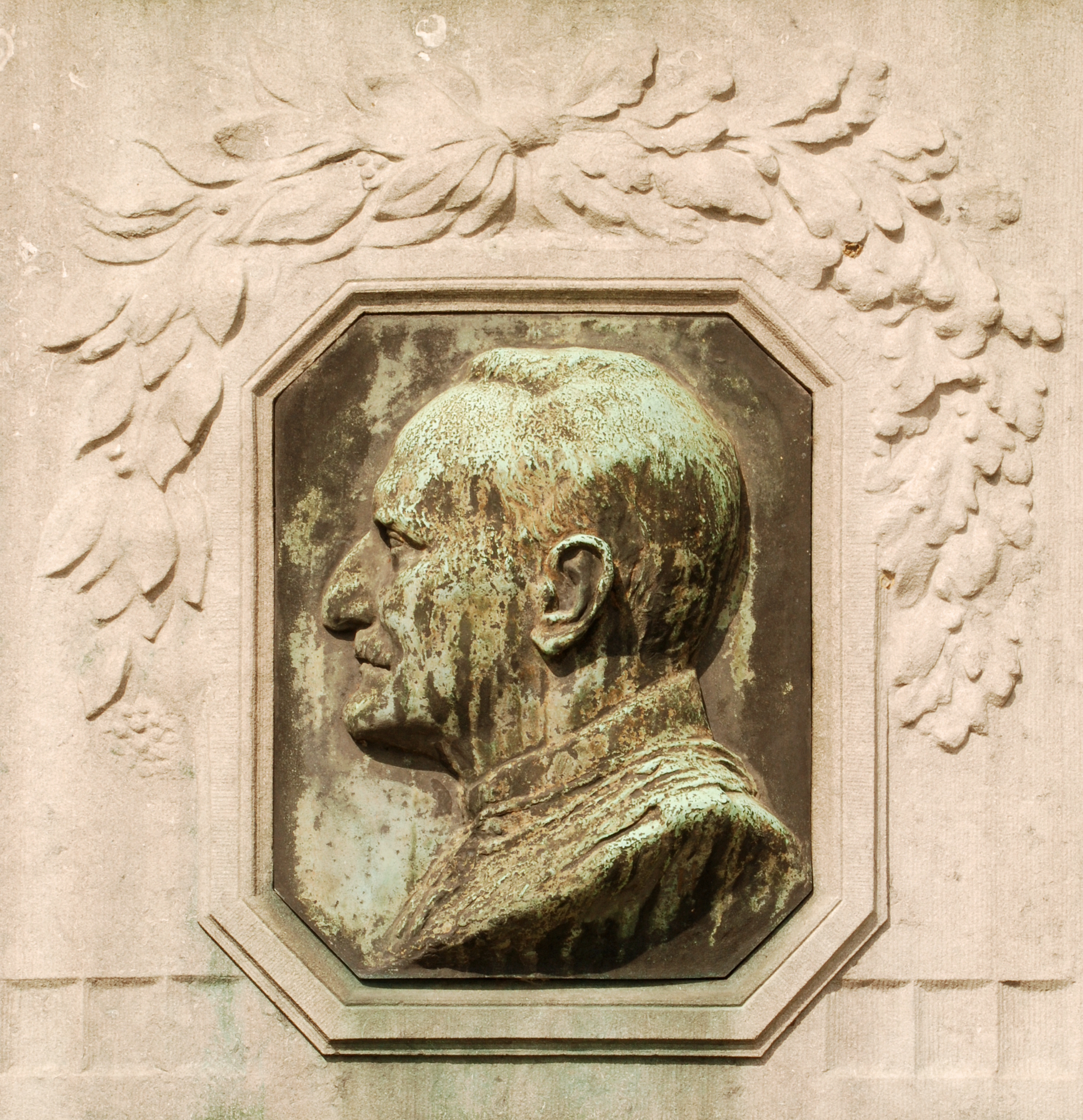
Portrait du général Thys.

Chez les pionniers de la construction de l'État indépendant du Congo, et dans le proche entourage du roi, des hommes de bonne volonté rêvaient d'accomplir le projet philanthropique énoncé lors de la conférence de Berlin. Albert Thys, l'œil du roi au Congo jusqu'en 1904, écrivait d'ailleurs, dans une lettre à son épouse écrite lors de son premier voyage au Congo le 6 décembre 1887 : « La création de l'État du Congo est, comme je le disais plus haut, une conception coloniale absolument nouvelle et, à proprement parler, ce n'est pas une colonie, celle-ci dépossédant l'indigène de son sol et considérant l'indigène comme la race conquise. En fait, ici, les indigènes sont les citoyens du nouvel État et les blancs envoyés au Congo par le gouvernement seront des tuteurs provisoires à la population noire qui ne sera appelée à la gestion des affaires publiques que quand son éducation sera suffisamment faite. Fatalement, jusqu'ici toute occupation coloniale a abouti, non seulement à l'asservissement de la race aborigène, mais encore, et presque fatalement, à la suppression de cette race et à son remplacement par la race conquérante. C'est notamment ce qui s'est passé dans les Amériques et même plus ou moins dans les Indes anglaises et néerlandaises. Ici, il ne peut pas un seul instant être question d'agir ainsi. Le Nègre est le citoyen de l'État Indépendant du Congo ; nous devons, non l'asservir, mais l'éduquer et l'élever, socialement parlant, jusqu'à ce qu'il puisse se gouverner lui-même, quitte à être même flanqué à la porte par les Nègres de l'avenir. »
Cependant, ainsi que l'écrit l'historien Jules Marchal dans son livre sur E.D. Morel, la spécificité du régime colonial de l'État indépendant du Congo inventé par Léopold II, comparativement au régime des autres colonies, britanniques par exemple, résidait dans le fait qu'au Congo « le receveur de la taxe était un fonctionnaire, non pas un agent commercial, ayant un intérêt direct dans le produit de la taxe. D'autre part, dans le système britannique, l'Africain connaissait le montant de sa taxe et lorsqu'il s'en était acquitté, il était libre de chercher travail et délassement où il voulait. Le contribuable congolais par contre, avec son imposition hebdomadaire ou bimensuelle se répétant éternellement, ne pouvait même pas quitter son village, étant enchaîné comme un serf à ses tâches sans fin ».
Le 9 mars 1905, un débat très vif eut lieu à la Chambre des Représentants, en Belgique, à la suite de différentes exactions commises au nom de l'État indépendant du Congo, et dénoncées par un certain nombre de voix au niveau national et international. L'émotion était d'autant plus vive en Belgique que M. Vandervelde souleva « l'artifice budgétaire » que le roi Léopold II avait mis en place depuis 1877 pour rémunérer les cadres de l'État indépendant du Congo par le Trésor, c'est-à-dire par le contribuable belge, qui l'ignorait. Cet artifice fut décrit ainsi : « Les officiers et adjoints du génie, appartenant aux cadres actifs de l'armée et mis à la disposition de l'État Indépendant du Congo, sont détachés à l'Institut Cartographique militaire. […] Au début, ils étaient peut-être 25, aujourd'hui, ils sont plus de 100 qui, recevant leur solde entière du gouvernement, se trouvent, au Congo, à la disposition de l'EIC. » Et de citer le cas du commandant Liebbrechts, qui, depuis 1883, via son détachement à l'Institut cartographique militaire, « c'est-à-dire depuis 21 ans, n'a cessé d'être au service personnel du roi, soit en Afrique, soit en Belgique, et pendant 21 ans, sans avoir rempli aucune fonction dans l'armée belge, il a continué à recevoir son traitement, ce qui doit faire à peu près 85 000 francs-or, plus les chevaux et l'ordonnance ».
C'est à l'occasion de ce même débat du 9 mars 1905, que M. Vandervelde révéla à la Chambre le système de primes, inventé par le roi Léopold II, qui fut à l'origine des exactions, des meurtres et des divers abus commis par l'État Indépendant du Congo : « Dès le début de la période d'exploitation commerciale le gouvernement de l'État indépendant mit en vigueur un système de primes […] En effet, les agents civils et militaires chargés de cette exploitation ont un intérêt personnel, pécuniaire, à produire le plus d'ivoire et le plus de caoutchouc possible, au plus bas prix, par n'importe quel moyen. […] Vous avez déjà compris quelle était l'essence du système : la prime était d'autant plus forte que le prix de revient [de l'ivoire ou du caoutchouc] était plus bas, et si l'on parvenait à se procurer [de l'ivoire ou du caoutchouc] pour rien, en faisant des exactions militaires, dans les régions où le contrôle de la justice était inexistant, la prime atteignait son maximum ».
Ces primes ont été supprimées en 1895 à la suite de réclamations de l'Allemagne, mais immédiatement remplacé par des gratifications d'après un barème de points, qui ont elles-mêmes été remplacées par un nouveau système de « pensions de retraite » capitalisées par l'État.
En outre, Léopold II ayant compris l'intérêt de manier en même temps « carotte et bâton », l'E.I.C. retenait la moitié du traitement de ses agents, payable seulement à l'expiration des services, « si ceux-ci étaient jugés satisfaisants ».

#### Les prêts
En quatre ans, de 1883 à 1886, Léopold II avait prélevé sur sa fortune personnelle près de 10 millions de francs-or. Léopold II était un homme riche, mais pas assez pour supporter les dépenses nécessaires au développement du territoire du Congo. Il voulait tirer des richesses du Congo, et non se ruiner. De 1885 à 1889 le Congo ne lui rapportait presque rien, il s'aperçut que la construction du Congo allait épuiser son ample fortune. En effet, en 1889, Léopold n'avait que 430 employés à Boma. C'est en 1890 que le parlement belge lui octroya un crédit de 25 millions de francs belge dans la perspective d'un futur transfert de souveraineté du Congo en faveur de la Belgique. Ce crédit se révéla vite insuffisant, et le parlement belge octroya le 29 juin 1895 un second crédit de 6,8 millions. La somme totale des prêts consentis par la Belgique fut de l'ordre de 32 millions de francs-or.

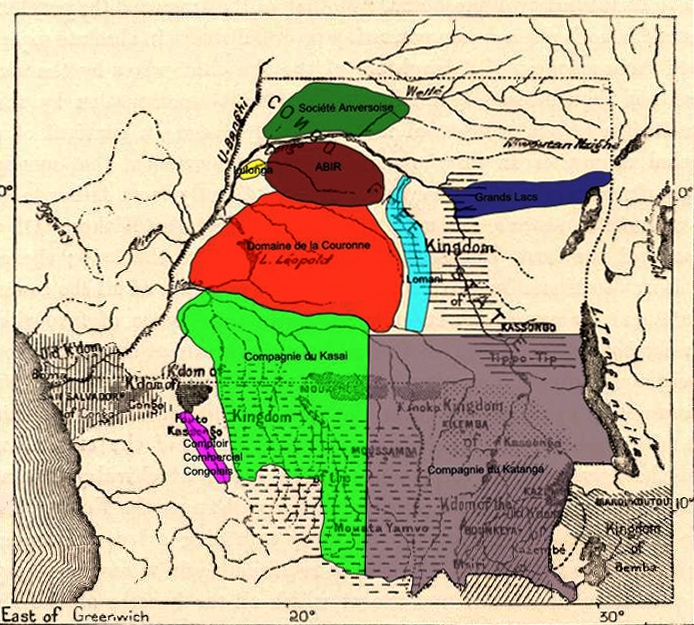
Les différentes concessions au Congo.

Cependant, Léopold II se trouva en difficulté avec les prêts contractés, avant que les investissements consentis au Congo ne soient rentables avec le début du boom mondial sur le caoutchouc dans les années 1890. Les prix grimpèrent en flèche à chaque nouvelle innovation impliquant l'utilisation du caoutchouc, telle la fabrication de tuyaux, de gaines isolantes pour le fil de télégraphe et de téléphone, la fabrication de pneus. À la fin des années 1890, la récolte de caoutchouc avait de loin dépassé l'ivoire en tant que principale source de revenu du Congo. Le sommet de cette exploitation intervint en 1903, lorsque le prix du caoutchouc arriva au plus haut, moment clé de l'histoire de la culture de l'hévéa. L'ouverture en 1898 de la ligne de chemin de fer Matadi-Léopoldville permit par ailleurs de convoyer rapidement et à peu de frais les marchandises de et vers l'intérieur du pays. Ce transport se faisait auparavant par portage à dos d'homme, extrêmement coûteux tant sur le plan financier, qu'en vies humaines.
Les compagnies concessionnaires congolaises durent cependant rapidement faire face à des concurrents originaires de l'Asie du Sud-Est et de l'Amérique latine, lorsque les plantations d'hévéas se multiplièrent en d'autres contrées tropicales plus exploitables, généralement contrôlées par des firmes britanniques rivales. C'est alors que les prix du caoutchouc commencèrent à descendre. La compétition amena à abuser du travail forcé pour abaisser les coûts de production. Pendant ce temps, le coût du recrutement de la main d'œuvre grignotait les marges bénéficiaires, qui diminueraient aussi par l'épuisement de la matière première. Avec la montée de la concurrence avec les autres nations pour le marché du caoutchouc, la gestion privée de Léopold II devenait vulnérable aux attaques des autres nations, en particulier du Royaume-Uni.

#### Le décret secret de 1891
En septembre 1891, Léopold II édicte un décret qui change complètement sa politique commerciale au Congo. Ce décret, connu sous le nom du « décret secret », n'a pas été publié au Bulletin officiel de l'État indépendant du Congo et ne fut découvert par les parlementaires belges qu'un an plus tard, lors de sa parution dans le Mouvement Géographique du 14 août 1892. Le décret affirme : « Léopold II, roi des Belges, souverain de l'État Indépendant du Congo […] vu les grandes dépenses de premier établissement et la nécessité d'entretenir de bonnes relations avec les chefs et les indigènes ; sur la proposition de notre secrétaire d'État à l'Intérieur, nous avons décrété et décrétons : "Article 1: Les commissaires de districts de l'Oubangui-Ouellé et de l'Oruwimo-Ouellé et les chefs des expéditions du Haut-Oubangui et Ouellé et du Haut-Ouellé, sont autorisés à prendre les mesures qui seraient urgentes et nécessaires pour conserver à la disposition de l'État les fruits des terrains domaniaux, notamment l’ivoire et le caoutchouc. Article 2: Notre secrétaire d’État à l’Intérieur est chargé de l’exécution du présent décret, qui entrera en vigueur à la date de ce jour.".
Léopold II, qui se tenait jusqu'alors en retrait de l'exploitation commerciale du Congo, s'arrogeait ainsi le monopole d'une grande partie de l'E.I.C.

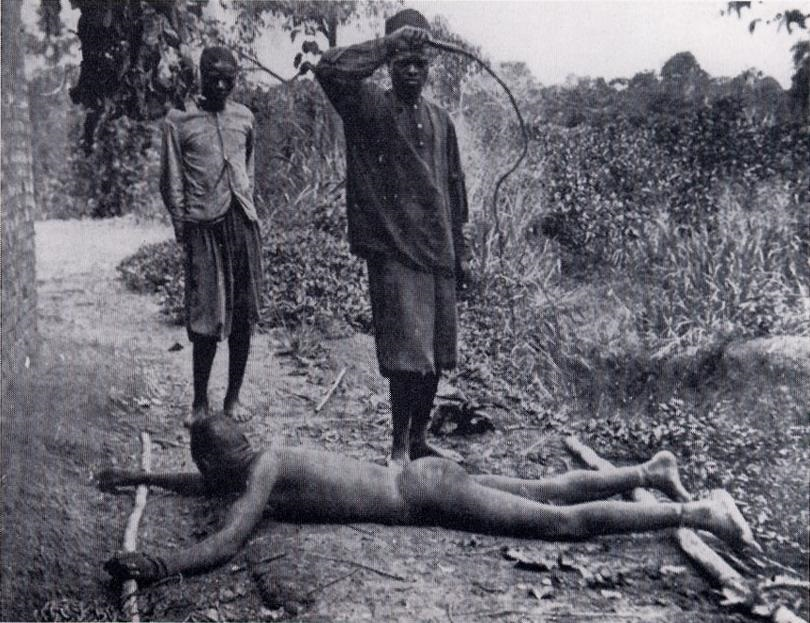
Indigène fouetté avec une chicotte, État indépendant du Congo.

L'historien belge A.-J. Wauters précise que dès novembre 1890, le capitaine Coquilhat est envoyé par Léopold II pour remplacer le major Cambier à la tête du gouvernement local, avec pour mission principale de mettre sur pied « l'organisation nouvelle qui allait être donnée à la politique économique de l'État et l'envoi aux agents résidents dans les districts du haut fleuve, d'instructions secrètes qui ne devaient pas tarder à y contrecarrer le libre exercice des droits des indigènes et l'action du commerce privé. »
Cette exploitation en régie par les agents de l'État devait rapidement amener des millions de francs-or dans le Trésor vide de l'État, via la  création de sociétés d'exploitation commerciale et la mise à disposition de la Force publique au service de la levée de l'impôt indigène.

### La campagne contre l'État indépendant du Congo
Très vite, à partir des années 1895-1900, l'État indépendant du Congo de Léopold II eut à essuyer les coups d'une campagne anti-congolaise qui s'exprima par différentes voix. Celle de Edmund Dene Morel fut sans doute la plus forte. Morel était un ex-employé d'une grande compagnie de transport de Liverpool, devenu journaliste d'investigation à temps plein. Il publia ses articles, brochures, pamphlets et de très nombreux livres contre l'E.I.C. avec l'aide de commerçants de Liverpool souhaitant la fin du monopole de Léopold II sur le pays, dont le millionnaire du chocolat William Cadbury.

#### Critique internationale
- Dans le magazine américain Times du 18 novembre 1895, le missionnaire américain Murphy écrit : « La question du caoutchouc est au cœur de la plupart des horreurs perpétrées au Congo. Elle a plongé la population dans un état de total désespoir. Chaque bourg du district est forcé d'en apporter une certaine quantité tous les dimanches au quartier-général. Le caoutchouc est récolté par la force ; les soldats conduisent les gens dans la jungle ; s'ils ne veulent pas, ils sont abattus, leurs mains sont coupées et portées comme trophée au commissaire. Les soldats se moquent bien de ceux qu'ils frappent et tuent, souvent des pauvres femmes sans défense et des enfants inoffensifs. Ces mains — les mains des hommes, des femmes et des enfants — sont alignées devant le commissaire qui les compte pour vérifier que les soldats n'ont pas gaspillé leurs cartouches. Le commissaire est rémunéré l'équivalent d'un penny par livre de caoutchouc récoltée ; c'est donc évidemment son intérêt d'en faire produire autant qu'il est possible »[28].
- En 1896, l'écrivain belge Edmond Picard, jurisconsulte et célèbre avocat écrit en revenant d'un voyage dans l'E.I.C : « L'État Indépendant est sévère pour ceux qui maltraitent les noirs […], ce qui n'empêche pas les exécutions militaires, parfois féroces, contre les villages qui se font prier pour fournir les porteurs, les recrues, les travailleurs, le caoutchouc ou l'ivoire. […] Si vraiment le nègre doit devenir le collaborateur du blanc, il est bon qu'il croie en sa justice. Jusqu'ici il croit plutôt à sa cruauté et à son immoralité. »[29]. Plus loin, il ajoute : « Un Anglais, au cours d'une discussion à ce sujet, m'avait dit : "Oui Monsieur, votre roi est le plus grand marchand d'ivoire et de caoutchouc du monde ! (Yes, sir, your King is the biggest ivory and caoutchouc merchant in the world!)"[30]
- Le 1er juin 1897, le consul britannique William Pickersgill écrivait dans son rapport au Foreign Office : « Les actes barbares auxquels j'ai référé ne sont que le résultat naturel du système d'administration. […] Placez dans un tel pays et dans un tel climat un officier belge rugueux, non habitué à diriger des races de couleur et non formé à une administration civile ; donnez-lui pouvoir absolu sur la population indigène et des ordres de lever des revenus selon l'extrême de ses capacités ; placez au-dessus de lui un autocrate militaire comme gouverneur, déterminé sévèrement à être obéi comme s'il était à la tête d'un régiment; et plus haut encore, désignez un ministre résolu, désireux au-dessus de tout de prouver que l'entreprise de son maître royal [Léopold II] est saine commercialement, et le cortège est tout à fait prêt pour des exactions appliquées avec cruauté. […] Ceci n'est pas une façon de parler sans fondement. Dans la lettre de M. Banks un commissaire du nom de Lemaire est mentionné ; c'était un gouverneur juste, mais un mauvais producteur de revenus. Son successeur, Victor-Léon Fiévez, découvrit une voie plus rapide pour se faire bien voir. Il collecta le caoutchouc en quantités énormes – au prorata d'une tonne par jour, dit-on – et il fut récompensé pour son zèle par une décoration et un cadeau en argent, en plus de sa commission (qui l'avait déjà enrichi), en dépit du fait qu'il était si scandaleusement brutal que même les Belges écrivaient à son sujet à Bruxelles. On affirme généralement au Congo qu'il a provoqué la mutilation de plus de mille personnes. »[31]
- Le missionnaire baptiste suédois E.V Sjöblom, depuis longtemps témoin révolté des crimes commis dans l'E.I.C, et en particulier dans le district de l'Équateur, écrit dans The Aborigene's Friend de juillet 1897 : « Ils refusent d'apporter le caoutchouc. Alors la guerre est déclarée. […] À ma connaissance, 45 villages ont été brûlés complètement. Je dis complètement parce que beaucoup d'autres ne l'ont été que partiellement. […] Parfois, les indigènes doivent payer une forte indemnité. Les chefs doivent la payer en baguettes de laiton et en esclaves, et si les esclaves ne suffisent pas à faire la somme, ils doivent vendre leur femme. Je le tiens d'un officier belge »[32].
- Le lieutenant belge Tilkens, chef de poste de Libokwa, écrit en 1900 dans une lettre qui sera citée plus tard par Émile Vandervelde au cours des débats à la Chambre belge[33]. : « Déjà, j'ai dû faire la guerre à trois reprises contre les chefs de tribus qui refusent de prendre part à ce travail. Les gens préfèrent mourir dans la forêt. Si un chef refuse, c'est la guerre, et une guerre horrible, des armes à feu contre des lances et des armes blanches. Un chef vient juste de me quitter avec cette plainte : « Mon village est en ruines, mes femmes ont été assassinées ». Mais que puis-je faire ? Je suis forcé d'enchaîner ces malheureux chefs pour qu'ils fournissent une ou deux centaines de porteurs. Très souvent, mes soldats trouvent les villages désertés, alors ils prennent les femmes et les enfants ».
- Le journal belge Le Petit Bleu, pourtant congophile et annexionniste, publie en avril 1900 des déclarations faites sous serment de soldats employés par la société anversoise du commerce au Congo. L'agent Morey confesse ainsi : « À Ambas, notre détachement de 30 soldats, placé sous les ordres de van Eycken, fut envoyé par lui dans un village pour vérifier que les indigènes étaient bien en train de récolter le caoutchouc et sinon de les tuer tous, hommes, femmes et enfants. Nous trouvâmes les indigènes assis paisiblement. Nous leur demandâmes ce qu'ils faisaient. Ils furent incapables de répondre, alors nous nous jetâmes sur eux et les tuâmes sans pitié. Une heure plus tard, nous fûmes rejoint par van Eycken, et nous lui dîmes ce qui avait été fait. Il nous répondit « C'est bien mais vous n'en avez pas fait assez ! » Alors ils nous ordonna de couper les têtes des hommes morts et de les suspendre aux barrières du village, et de crucifier les femmes et les enfants morts sur les barrières. »[34]
- Dans les années 1903-1904, une campagne de presse enflamma des journaux italiens tels que La Patria, Corriere della Sera, ou le journal populaire romain Il Messagero qui publia, le 10 juin 1905, une interview du lieutenant Pietro Nattino qui avait servi dans l'EIC et qui affirmait : « Je considère l'État du Congo, pas du tout comme un État, mais comme une bande de marchands d'esclaves qui, tout en prétendant répandre la civilisation, exploite le travail des indigènes par tous les moyens possibles afin d'obtenir 700 tonnes de caoutchouc et d'ivoire pour chaque départ de bateau, c'est-à-dire toutes les trois semaines. »[35]
- En 1902, la nouvelle de Joseph Conrad Au cœur des ténèbres fut publiée. Basée sur sa brève expérience comme capitaine de l'un des bateaux à vapeur sur le fleuve dix ans auparavant, il contribua à sensibiliser davantage l'opinion publique à propos de ce qui se passait au Congo. Mark Twain et Arthur Conan Doyle dénoncèrent également la situation dans leurs écrits (respectivement Le Soliloque du Roi Léopold et Le Crime du Congo). Cependant, au sujet de l'emploi et du détournement de l’œuvre littéraire de Joseph Conrad contre le régime léopoldien, Jean Stengers note que les événements décrits dans Au cœur des ténèbres se situent en 1890, que la nouvelle a été publiée initialement en 1899 : les faits ne peuvent donc décrire la récolte forcée du caoutchouc, qui n'avait pas encore débuté[36].

La situation au Congo était connue, mais peu de Belges y croyaient. Dès 1900, après avoir parlé à des fonctionnaires coloniaux et suivant l'attitude de la presse et de l'opinion belges, Léopold II, décidé à protéger ses intérêts, mit en doute la réalité des exactions, qu'il dénonça comme campagne de propagande du Royaume-Uni pour tenter de prendre la souveraineté du Congo. Léopold se lança alors dans de coûteuses campagnes de publicité, créant même une « Commission pour la protection des indigènes » pour contrer les « quelques fauteurs d'abus ». À travers un service spécialisé créé au sein du Département des Affaires intérieures de l'E.I.C., baptisé « bureau de la presse » et dirigé par Henri Rollin, un certain nombre de journalistes de différents pays furent rétribués pour écrire des articles en faveur de la colonie, accusant les esprits critiques de vouloir servir les intérêts du Royaume-Uni et dénonçant les témoignages des missionnaires protestants comme étant anti-catholiques. L'État indépendant du Congo contra ainsi ces attaques pendant plusieurs dizaines d'années, bénéficiant parfois de soutiens anglo-saxons, tel celui de la journaliste et auteur américaine May French Sheldon, qui fit le voyage au Congo au début du XXe siècle et en rapporta une série d'articles très élogieux sur la gestion de la colonie, n'hésitant pas à tenir en mai 1905, une conférence devant plus de 500 ambassadeurs et gens de la noblesse anglaise, parlementaires et experts d'Afrique, pour dénoncer les accusations de E.D. Morel et défendre l'honneur de Léopold II.

#### Le Rapport Casement et la Commission d'enquête
Le 28 décembre 1903, Roger Casement remet au ministère du Foreign Office son rapport dans lequel il dénonce les atrocités systématiques commises par les agents du roi non seulement sur les sujets britanniques, comme il le lui était demandé, mais également sur l'ensemble de la population congolaise, hommes, femmes, enfants, vieillards. Le rapport est imprimé et diffusé dans la série des Confidential Prints (usage interne). Ce rapport donne lieu ensuite à une note qui est envoyée officiellement le 11 et 12 février 1904 à l'administration de l'État du Congo et aux puissances signataires de l'Acte de Berlin. À la suite de ce rapport et des preuves qu'il apporte, Léopold II est contraint d'accepter la nomination d'une Commission d'Enquête. Les conclusions de la Commission d'Enquête étant sans équivoque, le gouvernement de la colonie est transféré à l'État belge par un vote du parlement belge en 1908.
« Le rapport du consul Roger Casement est un document remarquable et exceptionnel dans le monde diplomatique, et par sa qualité et par son retentissement. […] À long terme, ce document a mené au traité de cession de l'État Indépendant du Congo par le Roi-Souverain de Belgique ».

#### Atrocités

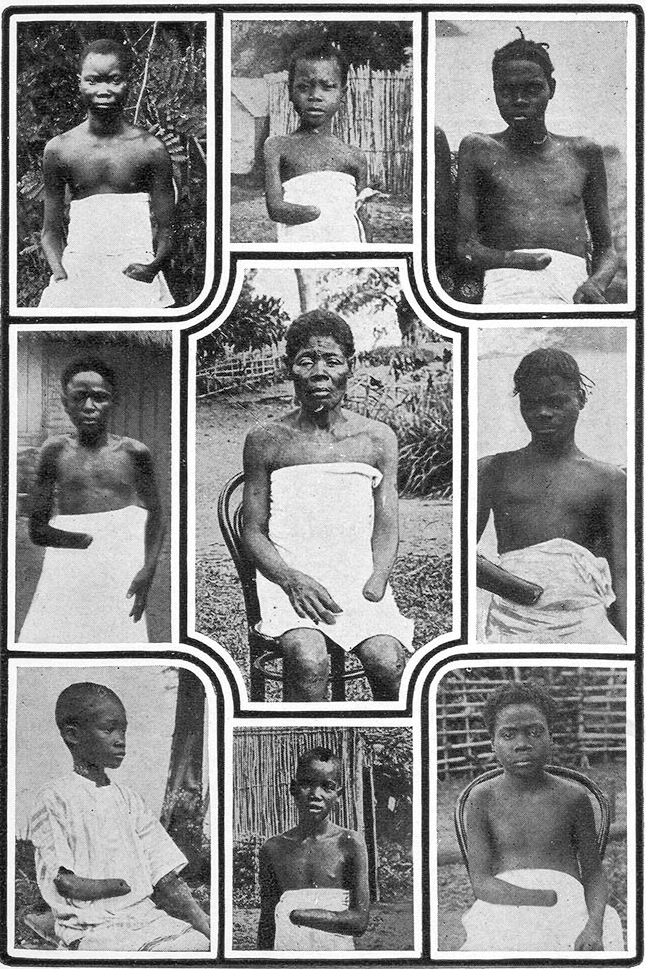
Congolais avec mains coupées.

L'affaire des mains coupées réfère à l'indignation internationale qu'à suscité l'une des pratiques qui fit le plus polémique à la suite du rapport Casement. Cette pratique est celle dite des « mains coupées ». Casement (mais d'autres avant lui) prétendait que les Européens travaillant pour l'E.I.C. demandaient explicitement aux caporaux noirs envoyés dans les villages pour lever leur quota de caoutchouc auprès des populations locales, de ramener pour chaque balle de fusil ayant tué un « indigène » une « main coupée », preuve que la balle n'avait pas été utilisée à d'autres fins (braconnage, revente). Conan Doyle cite ce dialogue tiré du rapport Casement : « — Sur la Boussira, la SAB, avec 150 fusils, obtient 10 tonnes de caoutchouc par mois ; nous, l'État, à Momboyo, avec 130 fusils, en obtenons 13 tonnes par mois. — Alors vous comptez en fusils ? — Partout, chaque fois que le caporal s'en va chercher du caoutchouc, on lui donne des cartouches. Il doit rapporter toutes les inutilisées ; ou, à chaque fois qu'il s'en sert, il doit rapporter une main droite. » Le problème est que certains caporaux utilisaient les balles pour braconner et rapportaient les mains de vivants. Et Conan Doyle d'ajouter : « J'ai les photographies d'au moins 20 nègres ainsi mutilés en ma possession ».
Casement écrivait notamment dans ce rapport : « On m'a fait beaucoup de déclarations, les unes spécifiques, les autres générales, concernant des actes de mutilations persistantes par les soldats de l'administration. Il ne peut y avoir l'ombre d'un doute sur l'existence de ces mutilations et sur leurs causes. Ce n'était pas une coutume indigène antérieure à l'arrivée du blanc : ce n'était pas le résultat des instincts primitifs de sauvages dans leurs luttes entre villages ; c'était un acte délibéré de soldats d'une administration européenne, et ces hommes eux-mêmes ne cachaient jamais que, en perpétrant ces actes, ils ne faisaient qu'obéir aux ordres positifs de leurs supérieurs. »
L'affirmation ci-dessus est contredite par Jean-Luc Vellut dans ses Réflexions sur la question de la violence dans l'histoire de l'État Indépendant du Congo : il montre que ces pratiques étaient celles des Arabo-Swahilis et qu'elles résultaient de la traite des esclaves, installée de longue date par les Arabes jusqu'au centre de l'Afrique, ainsi que des intérêts commerciaux liés à celle-ci dans toute la région, de l'Angola à l'ouest, de Zanzibar à l'est et de zones frontières entre diverses couches sociales entre celles-ci où il y avait mutilations, massacres, chasse à l'homme, anthropophagie, rien n'a été épargné aux populations forestières qui, progressivement, faisaient place aux avancées des sociétés esclavagistes tout en leur assurant de nouveaux terrains de recrutement pour l'approvisionnement en clients, hommes d'armes, épouses etc.
Sur cette question-là, l'ethnologue D. Vangroenweghe répond de façon catégorique : « Jusqu'à nos jours des publicistes et même des historiens continuent à raconter des fables, soit qu'ils croient que la pratique consistait de couper la main d'un vivant comme punition, soit au contraire qu'on parle de « légende des mains coupées ». Ceci est incompréhensible après ce qu'E. Boelaert en 1968, J. Stengers en 1970, Laergen en 1970 et G. Hulstaert en 1983 ont écrit sur ce sujet. De la fin de 1893 jusqu'au moins en 1900, plusieurs milliers d'indigènes dans le district de l'Équateur et dans la région du lac Tumba ont été tués par les soldats de l'E.I.C. et leur main droite a été coupée et fumée. Des paniers avec les mains ont été apportés au commissaire de District Victor-Léon Fiévez et aux officiers européens. C'est sous Victor-Léon Fiévez que cette pratique a été introduite. Dans certains cas, des gens qu'on croyait morts ont été amputés de la main droite, une vingtaine de cas nous sont connus, qui ont survécu à cette amputation. Dans des cas très rares on coupait la main d'un vivant si les soldats n'avaient pas assez de mains pour justifier leurs cartouches. La raison suffisante pour tuer des indigènes était l'insuffisance du rendement de l'impôt en caoutchouc. Les officiers européens et au moins un commissaire de district (Fiévez) n'étaient pas seulement au courant de cette pratique mais l'exigeaient de leurs soldats. […] Dans l'annexe IV à son rapport, Casement affirme que la mutilation de la main droite n'était pas une coutume indigène. Des lettres de missionnaires protestants, in tempore non suspecto, un texte de J. Conrad, G. Hulstaert et des recherches ethnologiques dans la tribu des Ekonda établissent que les Mongo ne mutilaient pas les cadavres de la main droite ».
L'historien Jules Marchal estime que « la coupe des mains comme preuve de châtiment semble introduite par les Belges dans l'Ouest du Congo, et plus précisément par Victor-Léon Fiévez dans le district de l'Équateur en novembre 1894 »

### La fin de l’État indépendant du Congo
La British Congo Reform Association, fondée par Morel avec l'aide de Casement, demandait que l'on agisse. D'autres nations européennes, ainsi que les États-Unis suivirent.
Pour couper court à la campagne qu'il jugeait trop agressive, Léopold II décida de prendre les devants en demandant lui-même une commission d'enquête. Il la créa par le décret du 23 juillet 1904, et transmit la nouvelle au Foreign Office le 30 juillet. Des commissaires (suisses, italiens et belges) furent envoyés sur les lieux, afin de récolter des témoignages. Ils rédigèrent un rapport sur les conditions de vie des Congolais, qui confirma le rapport Casement et fut publié le 4 novembre 1905.
À la suite du rapport de la commission d'enquête, le parlement britannique demanda la convocation d'une nouvelle réunion des quatorze signataires du traité de Berlin de 1885, pour une révision de celui-ci. Le parlement belge, avec à sa tête le dirigeant socialiste Émile Vandervelde et d'autres détracteurs de la politique congolaise de Léopold II, forcèrent ce dernier à mettre en place une commission indépendante pour enquêter sur le Congo. En 1905, cette commission confirma que des abus avaient été commis.
Léopold II offrit de réformer son régime, mais peu de gens le prirent au sérieux. La Belgique, à laquelle Léopold s'était plus tôt engagé à céder le Congo à sa mort, fut réticente. La décision de reprise du Congo fut finalement acceptée par le gouvernement belge, après deux ans de débats et à la suite de la mise en place d'un nouveau parlement.
Finalement, le 15 novembre 1908, quatre années après le rapport Casement et six ans après la sortie de Heart of Darkness, le Parlement de Belgique vota l'annexion de l'État indépendant du Congo, et prit en charge son administration.

### Quel bilan?
En 1919, une commission officielle du gouvernement belge estima que depuis l'époque où Stanley avait commencé à établir les fondations de l'État de Léopold II, la population du territoire « avait été réduite de moitié ». En 1920, le commandant Charles C. Liebrechts, qui exerça de hautes fonctions au sein de l'E.I.C., parvint à la même conclusion. De nos jours, « le jugement qui fait le plus autorité est celui de Jan Vansina, professeur émérite d'histoire et d'anthropologie à l'université du Wisconsin, et sans doute le plus grand ethnographe actuel spécialisé dans les peuples du bassin du Congo. Il fonde ses calculs sur "d'innombrables sources locales de régions différentes […]. Son estimation est la même : entre 1800 et 1920, la population du Congo a diminué "au moins de la moitié »
La première estimation de la population congolaise fut le fait de l'explorateur Stanley, lequel compta le nombre d'indigènes qui vinrent l'observer alors qu'il remontait le fleuve Congo et quelques affluents. Après les avoir dénombrés, il multiplia le nombre obtenu par le territoire total du Congo, sans tenir compte du fait que la densité de population est toujours largement supérieure à proximité des voies d'eau qu'à l'intérieur d'un pays, et que d'innombrables indigènes étaient venus le voir car il constituait un spectacle surprenant. Stanley est ainsi arrivé au chiffre de 42 608 000 habitants. Toutefois, en plus d'avoir effectué le « recensement » d'un territoire gigantesque en comptant les indigènes qui se pressaient le long du fleuve Congo, Stanley s'est trompé dans la multiplication de ses propres données. En effet, en ne commettant pas son erreur de calcul (une mauvaise multiplication du nombre de miles parcourus en bateau), on arrive à une population de 27 694 000 habitants, chiffre qui fera d'ailleurs autorité en France et en Belgique (le traducteur français du livre de Stanley ayant corrigé lui-même l'erreur lors de sa traduction du livre). Ce chiffre, 27 694 000 indigènes, est toutefois largement sujet à caution pour les raisons exposées ci-dessus.
Au premier recensement de 1910, le Congo belge comptait 7 millions d'habitants. Adam Hochschild, qui s'arrête sur une population initiale de 17 millions d'habitants à l'époque de Stanley (hypothèse la plus basse, comme on le voit), déduit que la mainmise léopoldienne (1885-1908) causa directement la mort de dix millions d'habitants. Finalement, le chiffre des victimes varient fortement : ainsi, le rapport du diplomate britannique Roger Casement en 1904 donne un chiffre de 3 millions de personnes, Forbath parle d'au moins 5 millions, l'Encyclopædia Britannica donne une perte de population de 8 à 30 millions.
Une chose reste certaine, c'est la réalité historique du drame vécu sur une partie du territoire de l'État indépendant du Congo. En 1911, l'historien belge AJ. Wauters, écrivait : « Du jour de l'application du décret secret de 1891 au lendemain des divulgations de la commission d'enquête, c'est-à-dire pendant 13 ans, Léopold II a transformé quelques-uns des districts à caoutchouc en véritable enfer. Il a engendré la plupart des crimes qui s'y sont commis et dont on ne connaîtra jamais le nombre et la gravité. Ce qui le rend particulièrement odieux, c'est qu'il fonctionnait sous le couvert de l'humanité ; c'est aussi que les énormes profits que ses détestables pratiques procurèrent, avaient, notamment, pour but l'alimentation des dépenses de la "Fondation de la Couronne", véritable débauche de travaux de tous genres, entrepris en vue du développement et de l'embellissement des résidences royales ».
Léopold II savait-il ce qui se passait au Congo, sous ses ordres, à travers des compagnies commerciales d'exploitation dont il était l'actionnaire principal et sous la juridiction d'un territoire dont il était le monarque absolu ayant droit de légiférer par décrets ? Le diplomate Roger Casement le pensait lorsqu'il écrivait le 28 juin 1901 au Foreign Office une lettre rapportant les circonstances de l'affaire Cyrus Smith, souligné de ce commentaire : « Le Souverain tenait la Société Anversoise dans le creux de sa main… et c'est impossible qu'il soit ignorant des méthodes employées par elle. Léopold II me dit lui-même à Bruxelles qu'il était "le maître du Congo" ».
L'ancien secrétaire de Léopold II écrit dans ses mémoires : « Lors de l'annexion du Congo, le roi avait ordonné une destruction massive des dossiers de l'ancien État indépendant. Il n'avait aucun respect pour ce qu'il appelait "les vieux papiers", qu'il considérait comme fatras inutile. Dans ces autodafés ont péri, malheureusement, d'innombrables documents qui eussent été des plus intéressants pour l'histoire des premières années de la Colonie. Les archives du Cabinet du Roi ne trouvaient pas davantage grâce à ses yeux. Il me chargea, à cette époque, d'en faire disparaître beaucoup »

#### Polémique sur la responsabilité du roi

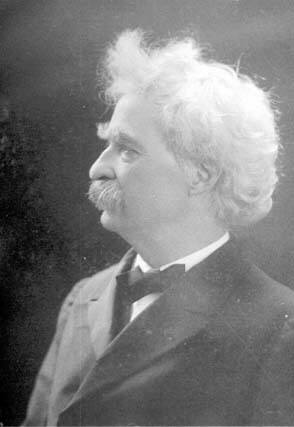
Mark Twain.

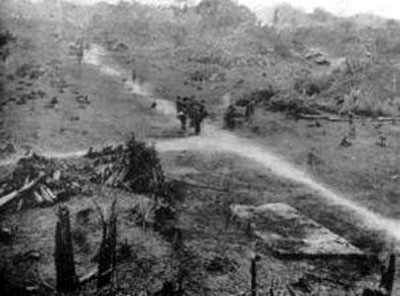
La mise en place de plantations dans les clairières était plus profitable que la récolte de caoutchouc dans la jungle. Ci-dessus, un village congolais (Baringa, Équateur) est vidé et dégagé pour faire place à une plantation de caoutchouc.

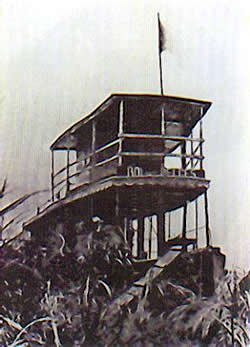
Le Roi des Belges, navire sur lequel Joseph Conrad a navigué en 1890 pour le compte de l'État indépendant du Congo.

Si la brutalité du régime a été dénoncée par Joseph Conrad dans son roman Heart of Darkness et Mark Twain dans King Leopold's Soliloquy, une satire sarcastique et mordante, la controverse reste très vive en Belgique sur la responsabilité du roi dans les atrocités commises.

Fernand Waleffe, qui a vécu au Congo de 1896 à 1906, années pendant lesquelles il a été successivement juge, substitut du procureur d'État puis procureur d'État, avant de devenir en Belgique président de la Cour de Cassation, écrit, en 1953, dans un texte rédigé principalement en réponse à la réédition du Crime du Congo de Conan Doyle : 

« Il est malheureusement exact que des agents de sociétés ont commis des pillages et des massacres à l'effet d'augmenter la production du caoutchouc. Mais, ce qui n'a jamais été établi, c'est que ces cruautés auraient été commises à l'instigation du Gouvernement ou des Autorités locales. Rien ne permettait à Conan Doyle de dire que quand on parlait d'une société, il fallait comprendre que l'on parlait du Gouvernement ou, même du Roi lui-même. Dans toutes mes enquêtes, j'ai porté toute mon attention sur cette question et je n'ai pas découvert le plus petit indice d'une collusion. »

Au regard des recherches fouillées de plusieurs historiens sérieux (notamment celles de Jean Stengers, Vincent Dujardin & al.), un certain nombre d'arguments sont aujourd'hui exposés pour défendre l'intégrité morale du souverain.
Selon certains, le roi ne s'intéressait pas à l'administration du Congo sur les territoires des compagnies concessionnaires. Visiter le pays était difficile. Les missionnaires y étaient tolérés, y compris des afro-américains presbytériens tels que George Washington Williams et William Henry Sheppard. Les employés blancs ne pouvaient pas quitter le pays avant la fin de leur contrat. Cependant, des rumeurs circulèrent dès 1896 et Léopold en fut le premier surpris. Comme il ne s'occupait pas du tout de la gestion de la colonie, il y a tout lieu de penser qu'il ne savait rien des exactions commises par certains individus dans des territoires et à des époques bien délimitées.[Interprétation personnelle ?]
Le roi semble avoir voulu mettre fin aux exactions commises. Pour preuve, une lettre privée du monarque dans laquelle il écrit : « S'il y a des abus au Congo, nous devons les faire cesser. S'ils se perpétuaient, ce serait la fin de l'État » (lettre du 13 septembre 1896 à van Eetvelde). Ou encore : « Il faut réprimer énergiquement les horribles abus qui ont été relevés. Il faut que ces horreurs finissent ou je me retirerai du Congo. Je ne me laisserai éclabousser ni de sang, ni de boue et il faut que ces turpitudes cessent » (lettre du 17 janvier 1899 à Liebrechts). Mais, comme le note l'historien David Van Reybrouck, cela ne l'a pas empêché de réengager un homme comme Fiévez, alors que celui-ci était connu pour sa brutalité et ses atrocités.
En ce qui concerne le nombre de morts, on doit constater que la population du territoire a souffert de cette administration par des violences directes, mais aussi par une baisse de la natalité, la perturbation des modes de vie et la destruction des habitats et cultures, les maladies, la famine, les exodes. Il n'y avait que quelques centaines de blancs au Congo au début de la pénétration européenne. Ils furent bientôt quelques milliers, ce qui est insuffisant pour qu'on puisse leur attribuer des dizaines de millions de morts. La cause principale des pertes dans la population noire du Congo est à attribuer aux épidémies nées du contact des tribus avec les trafiquants arabisés et les Européens qui répandaient involontairement une contamination microbienne contre laquelle le peuple congolais n'était pas prémuni (la rougeole, la grippe, la diphtérie, la scarlatine principalement). Ainsi, la rougeole tuait encore 5 000 enfants à Kisangani vers 1985. À cela il faut ajouter les ravages de la maladie du sommeil à l'expansion de laquelle les Européens n'avaient aucune part et dont ils étaient eux-mêmes victimes. Les historiens sont confrontés à une absence totale de chiffres fiables pour dénombrer la population indigène du Congo. Seules certitudes, la population estimée au moment de la reprise du territoire par la Belgique en 1908 était d'environ 10 millions de personnes, et de 14,7 millions au moment de l'indépendance en 1960. Des chiffres précis sont donnés pour les pertes humaines liées à la construction de la voie ferrée Matadi-Leopoldville. En 9 ans, « 1 800 travailleurs noirs et 132 cadres et contremaîtres blancs étaient morts. Rapportés aux effectifs engagés, les pertes des blancs étaient dix fois supérieures à celles des noirs ».

## Relations contemporaines entre le Congo et la Belgique

### Demandes de décolonisation de l'espace public

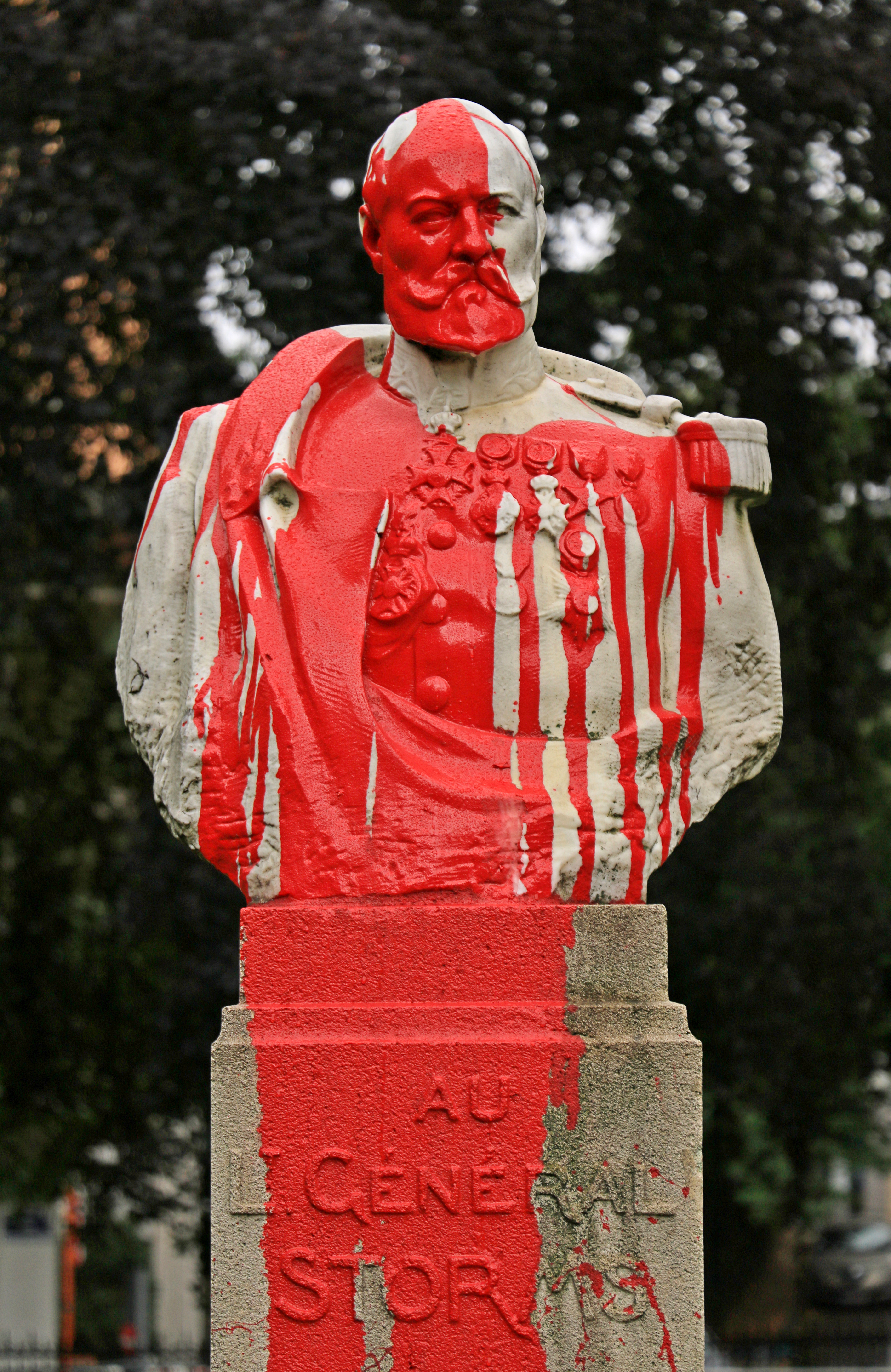
Le Monument au Général Storms aspergé le 13 juin 2020 de peinture rouge, symbole du sang des Congolais.

Il existe en Belgique de nombreux monuments glorifiant le passé colonial belge. La plupart datent de l'entre-deux-guerres, au sommet de la propagande patriotique. Les monuments étaient censés aider à éliminer l'atmosphère de scandale après le scandale international au sujet des exactions commises dans l'État indépendant du Congo et à rendre la population enthousiaste à propos de la politique coloniale au Congo belge.
En raison de la politique coloniale controversée au Congo belge, il a été proposé à plusieurs reprises de retirer les statues de l'espace public ou de les déplacer. Ces demandes de décolonisation de l'espace public apparaissent en Belgique dès 2004 à Ostende où la main d'un des « Congolais reconnaissants » représentés sur le monument Léopold II est sciée pour dénoncer les exactions du roi au Congo, et dès 2008 à Bruxelles où un activiste du nom de Théophile de Giraud barbouille de peinture rouge la statue équestre de Léopold II.
Ces actions s'intensifient durant les années 2010 avec l'émergence de collectifs,, la publication de cartes blanches, et enfin l'affaire du Monument au Général Storms.
Le climax est atteint en 2020 dans la foulée des manifestations contre le racisme et les violences policières qui font suite à la mort de George Floyd, tué par la police le 25 mai 2020 à Minneapolis aux États-Unis. Le 4 juin 2020, les partis de la majorité à la Région de Bruxelles-Capitale déposent une résolution visant à décoloniser l’espace public en Région bruxelloise,. Puis commence une vague d'enlèvements et de dégradations de statues, comme les statues de Léopold II à l'Université de Mons, à Ekeren, à Bruxelles,,,, à Auderghem,, à Ixelles et à Arlon, ou encore le buste du roi Baudouin placé devant la cathédrale Saints-Michel-et-Gudule de Bruxelles,.

Monuments coloniaux dans l'espace public
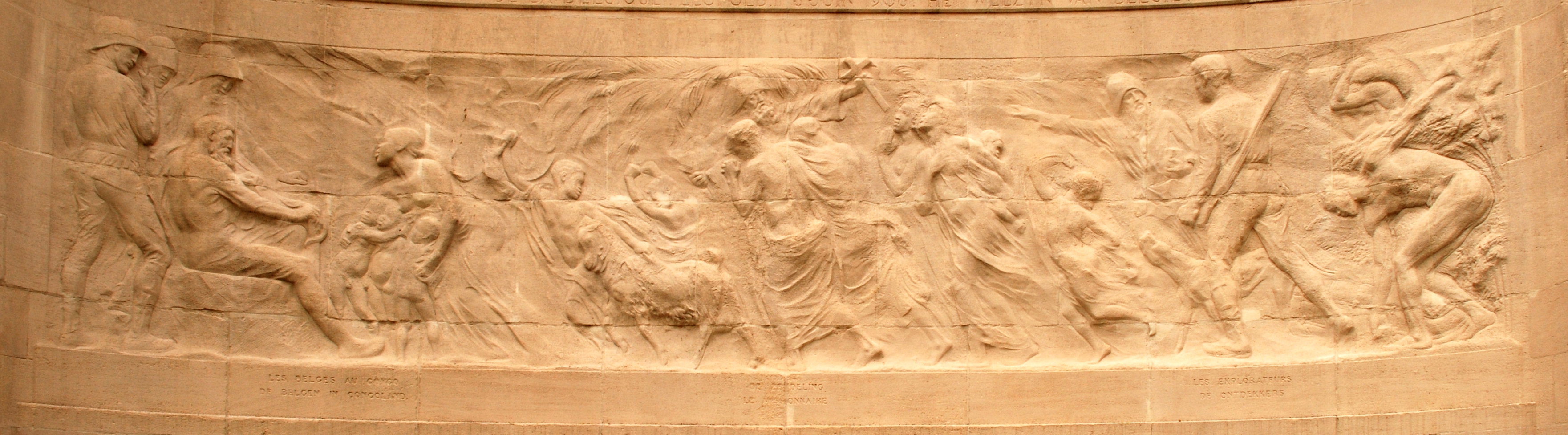
Frise « Les Belges au Congo » (Monument aux pionniers belges au Congo, parc du Cinquantenaire à Bruxelles).
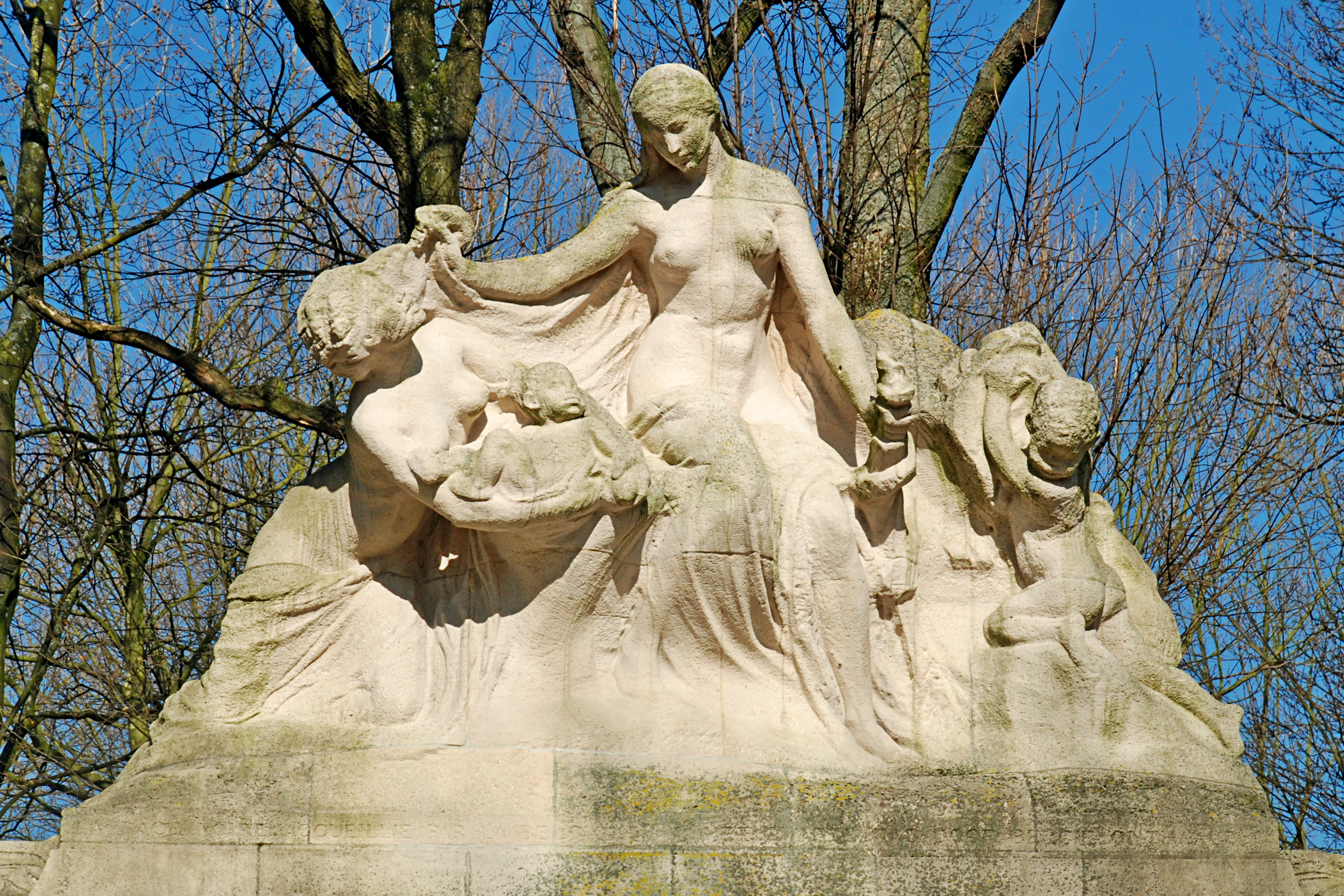
La race noire accueillie par la Belgique » (Monument aux pionniers belges au Congo, parc du Cinquantenaire à Bruxelles).
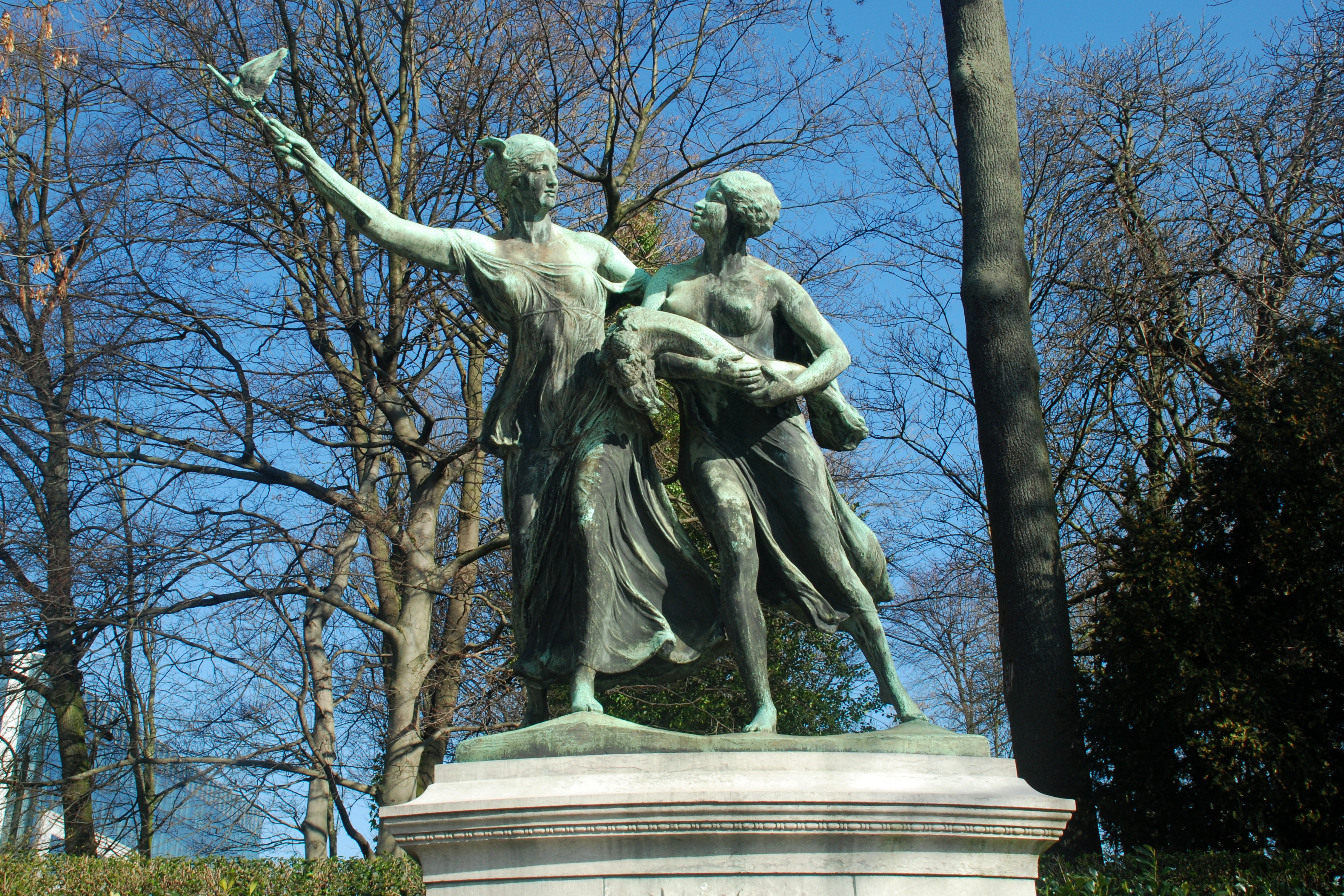
« Le Génie belge guidant le Congo » (Monument au Général Thys, parc du Cinquantenaire à Bruxelles).

### Regrets royaux
Le 30 juin 2020, le roi Philippe exprime ses regrets sur le règne de Léopold II puis de la Belgique au Congo dans une lettre au président congolais,,.
Lors d'un voyage En RDC le 8 juin 2022 le roi Philippe reconnaît de nouveau les exactions et redit ses « plus profonds regrets pour les blessures ».